# يعقوب الخياط

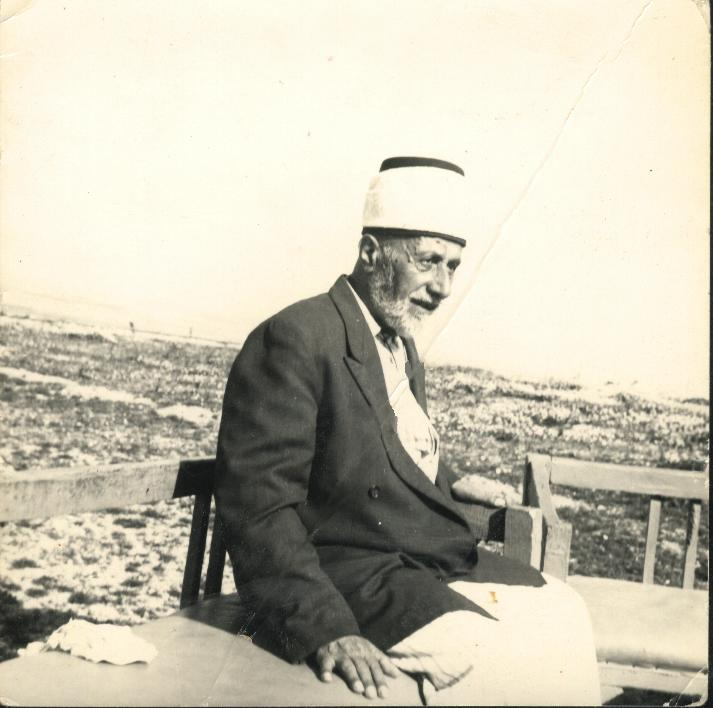
الحاج يعقوب يوسف الخياط في منطقة الزرقوطية في الموصل

هو الحاج يعقوب بن السيد يوسف أفندي بن الملا أحمد الخياط، ولد عام 1304هـ/ 1887م، في محلة الامام إبراهيم بمدينة الموصل في العراق، وبعد انهائه دراسته الأولية عمل معلما، ثم التحق ضابطا في الجيش العثماني، وشارك في معركة قفقاسية (بلاد القوقاز) كضابط احتياط في جيش الخلافة العثمانية ضد روسيا القيصرية، ولقد تتلمذ على يدي العلامة الشيخ محمد الرضواني، والعلامة الشيخ احمد الجوادي، وكان من طلاب العلم وأساتذته لاحقا، وتتلمذ على يديه عدد من الائمة في مدينة الموصل.
أعاد بناء جامع الإمام محسن قرب قلعة باشطابيا بعد ان كان خربة تعوث فيها البهائم، وبمساعدة المحسنين أيضا في عام 1958م، وشغل منصب الإمامة والخطابة في الجامع إلى ان اقعده المرض عن ذلك، وله ستة من الاولاد (نافع، محمد، يوسف، احمد، عبد الإله وعبد المنعم)، وله من الإناث أربعة بنات.

## عائلة آل الخياط الموصلية
يرجع بداية نشوء العائلة إلى احمد بن محمد بن طه المصلي، من آل المصلي في مدينة عانة غرب العراق، ولقد اشتهرت عائلته في مدينة عانة بكثرة المواظبة على الصلاة، وكانو يلقبون أيضا ببيت الواعظ، ولد أحمد في اوائل القرن التاسع عشر، وفي عشرينيات عمره هاجر إلى مدينة الموصل لغرض طلب العلم، ترجع اصول هذه الاسرة إلى عشيرة النعيم، حيث ينتهي نسب الاسرة إلى الحسين بن علي. ولهم شجرة نسب.

## أصل نسبه
لم يمارس أحمد الخياط مهنة الخياطة ولكنه رافق السيد محمد الخياط الموصلي، وتزوج ابنته واخذ منه اللقب "الخياط"، فلم يزاول مهنة الخياطة والتي وردت خطا في مقدمة النسخة المحققة من كتابه ترجمة الاولياء في الموصل الحدباء، والذي حققه الأستاذ سعيد الديوه جي.

## وفاته
توفي الحاج يعقوب افندي الخياط في عام 1964 ودفن في أرض خاصة لدفن العائلة قرب مسجد الإمام إبراهيم في الموصل.

## من أعلام أسرته
توزعت اسرة الخياط في اوائل نشوئها في مدينة الموصل مابين منطقة الإمام إبراهيم والمكاوي وحضيرة السادة.
من اعلامها:
1.الملا احمد الخياط: مؤسس العائلة 
2. الحاج يعقوب الخياط: امام وخطيب جامع الامام محسن.
3.العقيد سعيد يحيى الخياط: كان معلما وضابطا في الجيش العراقي ومن المشاركين في معركة سن الذبان في حركة مايس 1941.
4.الدكتور عبد النافع يعقوب يوسف الخياط: ولد في الموصل في العام 1914. تخرج من كلية الطب - جامعة بغداد في العام 1940. خدم في الجيش العراقي كطبيب عسكري لمدة ثلاث سنوات بعد التخرج وتسرح برتبة نقيب. زاول مهنته من العام 1943 ولغاية العام 1993 في عيادته الكائنة في شارع نينوى (محلة السرجخانة) بالموصل. وهو من الأطباء الاوائل في مدينة الموصل، توفي في عام 1994  .
5.الدكتور حمدي الخياط: ولد في عام 1914. واكمل الدراسة الأولية في الجامعة الأمريكية في بيروت، ثم هاجر إلى ألمانيا في عام 1938 قبل الحرب العالمية الثانية واستقر وتزوج فيها، وعمل مذيعا ومترجما في الإذاعة الألمانية الناطقة باللغة العربية، وحصل على شهادة الدكتوراه في اللغة العربية من جامعة كولونيا، ووصل إلى مرتبة الاستاذية، أنشا دار اقتصاديات الشرق ودار بريد الشرق في عام 1955م، واصدر مجلة بريد الشرق باللغتين العربية الالمانية في مدينة كولونيا لغرض التواصل مع العالم العربي.
قام بطباعة المصحف الشريف باجود أنواع الورق في حينها.[1] 

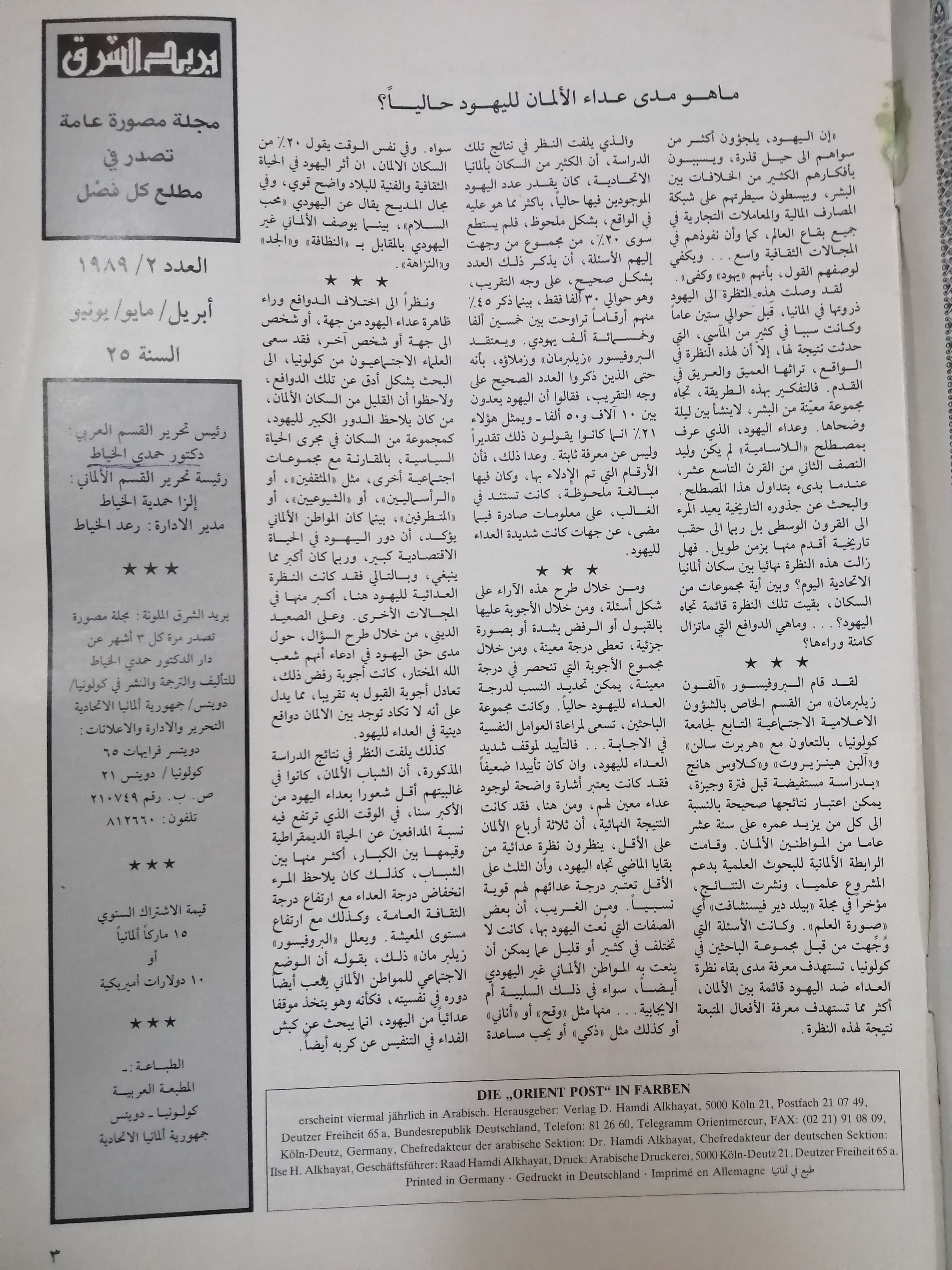
الصفحة الأولى من مجلة بريد الشرق التي كانت تصدر عن دار اقتصاديات الشرق

6. العميد احمد يعقوب الخياط: من الرعيل الأوسط في الجيش العراقي.

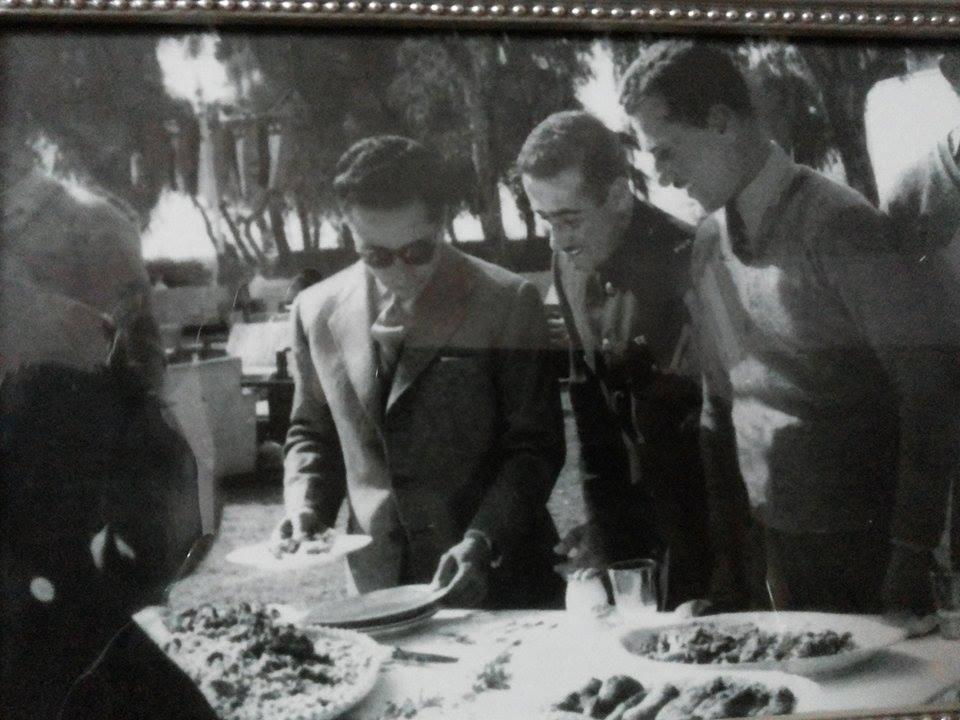
صورة للعميد احمد يعقوب الخياط مع جلالة الملك فيصل الثاني ملك العراق

7.الدكتور سعد زغلول الخياط: ابن المحامي زغلول الخياط، حاصل على شهادة الدكتوراه من روسيا الاتحادية – يعمل مدرسا في قسم هندسة الميكاترونكس في كلية الهندسة في جامعة الموصل .
8. الدكتور ريان يوسف يعقوب الخياط: حاصل على شهادة الدكتوراه في علوم الحاسوب من جامعة العلوم الماليزية، يعمل مدرسا في قسم علوم الحاسوب بكلية علوم الحاسوب والرياضيات جامعة الموصل.
 
.

## الروابط الخارجية
1. ↑  اعلام الموصل في القرن العشرين
2. ↑  عبد الله بلخير يتذكر -  لقاء مع حمدي الخياط
3. ↑  قسم هندسة الميكاترونكس - كلية الهندسة - جامعة الموصل
4. ↑  قسم علوم الحاسوب كلية علوم الحاسوب والرياضيات - جامعة الموصل